# Zagłębie Lubin (boks)
Zagłębie Lubin – sekcja bokserska, działającego w Lubinie klubu Zagłębie, istniejąca w latach 1969-1991.

## Historia
Sekcja powstała w 1968, a jej pierwszym trenerem był Tadeusz Herman. 
W latach 1970–1978 trenerem w klubie był Kazimierz Paździor. Najlepszym zawodnikiem sekcji był wówczas Wiesław Niemkiewicz. Drużyna awansowała kolejno do ligi okręgowej, II ligi i w 1976 do ekstraklasy.
W latach 80. zawodnikami sekcji byli m.in. Janusz Zarenkiewicz, brązowy medalista igrzysk olimpijskich w Seulu (1988), a także mistrzowie Polski, Wojciech Misiak, Rafał Rudzki i Włodzimierz Zgierski.
W edycji drużynowych mistrzostw Polski w boksie 1989 drużyna zdobyła brązowy medal.
Sekcja została rozwiązana w 1991.